# Alexandre Dumas (fill)
Alexandre Dumas fou un novel·lista i dramaturg francès nascut a París el 27 de juliol de 1824 i mort el 27 de novembre de 1895 a Marly-le-Roi.

## Biografia
Fill natural d'Alexandre Dumas i Marie-Catherine Labay, costurera, va ser, com el seu pare, un autor mundialment reconegut. En 1831, el seu pare el va reconèixer legalment i li va procurar la millor educació possible a la Institució Goubaux i l'acadèmia Bourbon. Les lleis, per aquella època, li van permetre a Dumas pare separar al fill de la seva mare i l'agonia d'aquesta va inspirar a Dumas fill en els seus escrits sobre caràcters femenins i tràgics. En gairebé tota la seva obra va emfasitzar el propòsit moral de la literatura i, en la seva novel·la El fill natural (1858), va exposar la teoria que aquell que porta un fill il·legítim al món té l'obligació moral de legitimar-lo i casar-se amb la dona que el va portar al món.
A més de suportar l'estigma de la il·legitimitat, Dumas fill duia sang negra. El seu pare era un mestís descendent d'un noble francès i una mulata haitiana. En els internats escolars Dumas fill va ser sempre blasmat pels companys. Totes aquestes experiències van determinar els seus pensaments, comportament i escrits. En el seu primer llibre de poemes, Pecats de joventut (1847) denunciava, d'alguna forma, la vida dissipada que va dur en la seva joventut, renegant d'ella.
En 1844, Dumas es va traslladar a Saint-Germain-en-Laye per a viure amb el seu pare. Allí va conèixer Marie Duplessis, una jove cortesana que inspiraria la seva novel·la romàntica La dama de les camèlies (1848). Adaptada com obra teatral, va arribar a tal èxit que va animar a Dumas a prosseguir amb la seva carrera de dramaturg. Es va titular, en anglès Camille i va constituir la base per a l'òpera de Verdi La Traviata (1853). En les seves obres teatrals, carregades d'ensenyaments morals, denuncia els prejudicis socials de l'època i advoca pels drets de la dona i els nens.

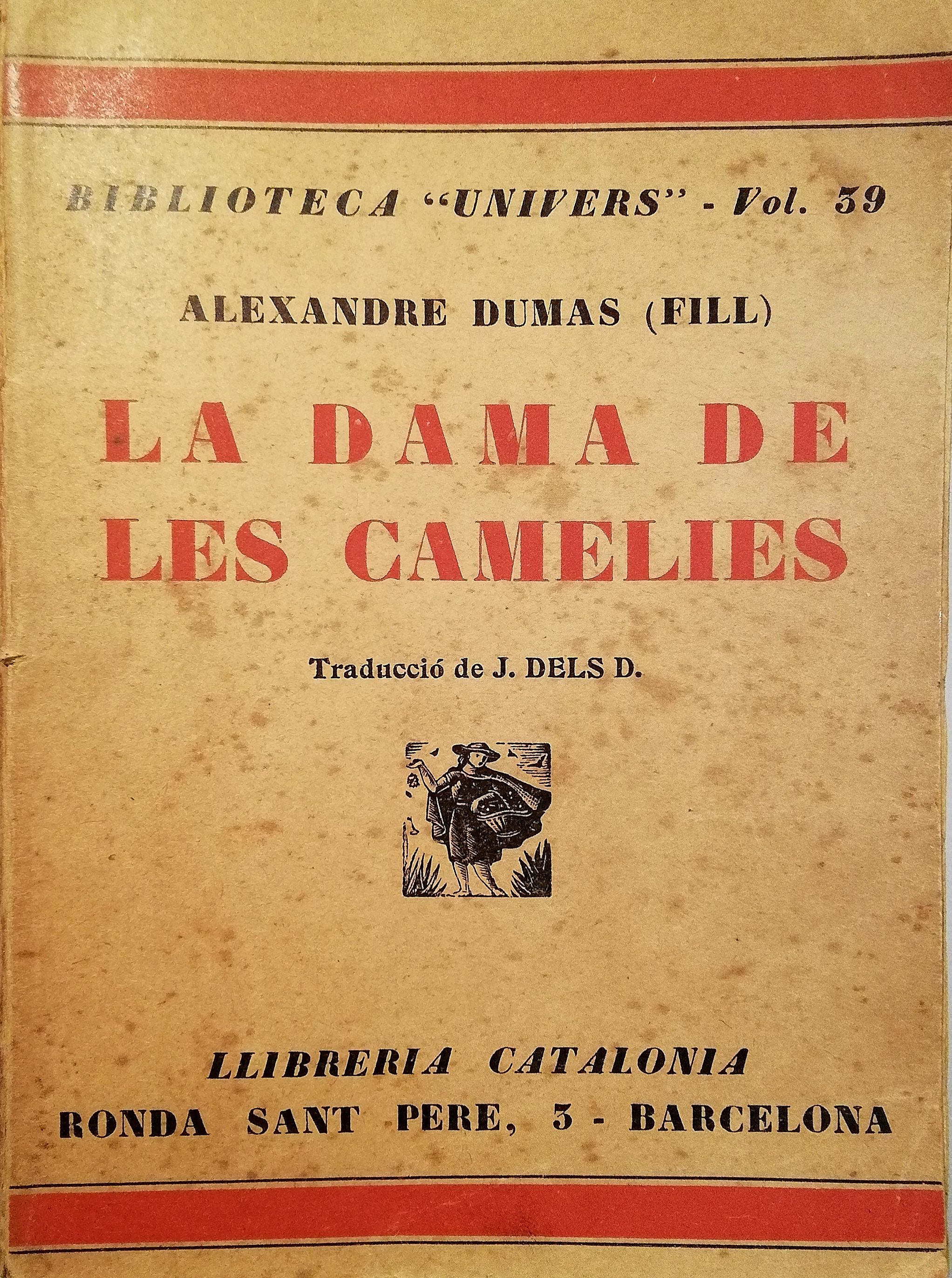
La Dama de les Camèlies, traducció de cap a l'any 1935, publicada per la Llibreria Catalònia

En 1864, Alexandre Dumas, fill, es va casar amb Nadeja Naryschkine, amb qui tindria una filla. Després de la defunció d'aquesta, va contraure matrimoni amb Henriette Régnier.
En el transcurs de la seva vida Dumas va escriure unes altres dotze novel·les i diverses obres teatrals. En 1867, va publicar la seva novel·la semiautobiogràfica El cas Clemenceau, considerada per molts com un dels seus millors treballs literaris.
Va ser triat membre de l'Acadèmia francesa en 1874 malgrat l'oposició obstinada de Victor Hugo. El 1894 li va ser concedida la Legió d'Honor.
Fou enterrat al cementiri de Montmartre, a París fins a setembre del 2002. En honor del bicentenari del seu naixement, les despulles varen ser traslladades al Panteó de París.

## Obra
Novel·la:
- Péchés de jeunesse (1847)
- Aventures de quatre femmes et d'un perroquet (1847)
- La dama de les camèlies (1848), traducció catalana publicada per la Llibreria Catalònia, ca. 1935
- Le Régent Martel (1852)
- Sophie Printemps (1853)
- La Dame aux perles (1854)
- La boîte d'argent (1855)
- L'affaire Clémenceau (1866)
- Memoire de l'accusé (1866)
- Les Idées de Madame Aubray (1867)
- La Question du divorce (1880)

Teatre:
- Le Dame aux Camélias (1852), traducció catalana publicada dins La Novel·la Teatral Catalana l'any 1920. Estrenada al Teatre Principal de Barcelona l'any 1911
- Diane de Lys
- Demi-monde (1855)
- Le Bijou de la reine (1855)
- La Question d'argent (1857)
- Le fils naturel (1858)
- L'ami des femmes (1867)
- Une visite de noces (1871)
- La Princesse Georges (1871)
- La femme de Claude (1873)
- Monsieur Alphonse (1873)